# Liste der Baudenkmäler in Pullenreuth

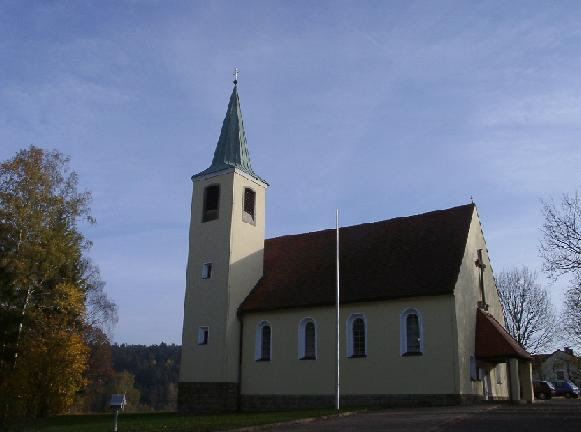
Kirche in Trevesen

Auf dieser Seite sind die Baudenkmäler in der Oberpfälzer Gemeinde Pullenreuth zusammengestellt. Diese Tabelle ist eine Teilliste der Liste der Baudenkmäler in Bayern. Grundlage ist die Bayerische Denkmalliste, die auf Basis des Bayerischen Denkmalschutzgesetzes vom 1. Oktober 1973 erstmals erstellt wurde und seither durch das Bayerische Landesamt für Denkmalpflege geführt wird. Die folgenden Angaben ersetzen nicht die rechtsverbindliche Auskunft der Denkmalschutzbehörde.

## Baudenkmäler nach Ortsteilen

### Pullenreuth
| Lage                                      | Objekt                             | Beschreibung | Akten-Nr.    | Bild                          |
| ----------------------------------------- | ---------------------------------- | --- | ------------ | ----------------------------- |
| Kirchstraße 10 (Standort)                 | Rathaus, ehemaliges Schulhaus      | Zweigeschossiger Massivbau mit Walmdach und Eckerkerausbildung, in Formen der deutschen Neurenaissance, 1908                                    | D-3-77-148-3 | Rathaus, ehemaliges Schulhaus |
| Kirchstraße 11 (Standort)                 | Katholische Pfarrkirche St. Martin | Saalbau, verputzter Massivbau mit eingezogenem, dreiseitig geschlossenem Chor und Turm mit Zeltdach, von Georg Diller, 1749–51; mit Ausstattung | D-3-77-148-1 | weitere Bilder                |
| Rehbühlweg, Rehbühl 3, Rehbühl (Standort) | Kreuzweg                           | 13 Stationen, Granitpfeiler mit Tabernakeln und Reliefs, um 1880                                                                                | D-3-77-148-2 | BW                            |

### Dechantsees
| Lage                              | Objekt                                   | Beschreibung | Akten-Nr.    | Bild           |
| --------------------------------- | ---------------------------------------- | --- | ------------ | -------------- |
| Dechantseeser Straße 5 (Standort) | Ehemaliges Landsassengut, Corps de logis | Zweigeschossiger, verputzter Massivbau mit Mansardwalmdach, flankiert von zweigeschossigen Seitenflügeln, bezeichnet mit „1796“, im Kern älter Ökonomiegebäude mit Remise und Stallungen, eingeschossige Bruchsteinbauten mit Satteldächern, wohl 17. Jahrhundert Ehemalige Mühle, eingeschossiger Bruchsteinbau mit Satteldach und Umschrot, spätes 18. Jahrhundert | D-3-77-148-4 | BW             |
| Klausenhäusel (Standort)          | Sogenannte Klausenkirche zum Hl. Kreuz   | Saalkirche, verputzter, dreiseitig geschlossener Massivbau über kreuzförmigem Grundriss mit Walmdach und Chordachreiter, von Matthias Weber, um 1723; mit Ausstattung | D-3-77-148-6 | weitere Bilder |

### Kreuzweiher
| Lage                     | Objekt  | Beschreibung | Akten-Nr.    | Bild |
| ------------------------ | ------- | --- | ------------ | ---- |
| Kreuzweiher 1 (Standort) | Kapelle | Verputzter Massivbau mit Satteldach und Granitportal, spätes 19. Jahrhundert, erneuert „1957“ (bezeichnet); mit Ausstattung | D-3-77-148-7 | BW   |

### Pilgramsreuth
| Lage                       | Objekt                                       | Beschreibung                                                      | Akten-Nr.    | Bild |
| -------------------------- | -------------------------------------------- | ----------------------------------------------------------------- | ------------ | ---- |
| Pilgramsreuth 1 (Standort) | Ehemaliges Wohnstallhaus eines Dreiseithofes | Eingeschossiger Bruchsteinbau mit Steildach, Ende 18. Jahrhundert | D-3-77-148-8 | BW   |

### Rehbühl
| Lage                 | Objekt     | Beschreibung | Akten-Nr.    | Bild |
| -------------------- | ---------- | --- | ------------ | ---- |
| Rehbühl 3 (Standort) | Bauernhaus | Wohnstallbau, zweigeschossiger Satteldachbau mit massivem Erdgeschoss, holzverschaltem Obergeschoss und Granitlaibungen, im Kern zweite Hälfte 18. Jahrhundert Zugehöriges Backhaus, kleiner Massivbau mit Satteldach, vor 1840 | D-3-77-148-9 | BW   |

### Trevesen
| Lage                    | Objekt                          | Beschreibung | Akten-Nr.     | Bild                            |
| ----------------------- | ------------------------------- | --- | ------------- | ------------------------------- |
| Trevesen 33 (Standort)  | Kleinbauernhaus                 | Wohnstallbau, eingeschossiger, verputzter Massivbau über hohem Sockelgeschoss, mit Satteldach und gestuftem, holzverschaltem Giebel, zweite Hälfte 19. Jahrhundert | D-3-77-148-15 | BW                              |
| Trevesen 135 (Standort) | Katholische Kirche St. Wendelin | Saalbau, verputzter Massivbau mit Satteldach, eingezogenem, dreiseitig geschlossenem Chor und Turm mit Spitzhelm, von Hans Philbert, 1931/32; mit Ausstattung      | D-3-77-148-11 | Katholische Kirche St. Wendelin |

### Trevesenhammer
| Lage                         | Objekt        | Beschreibung | Akten-Nr.     | Bild |
| ---------------------------- | ------------- | --- | ------------- | ---- |
| Trevesenhammer 22 (Standort) | Marienkapelle | Verputzter Massivbau über oktogonalem Grundriss mit Glockendach und rustizierten Gewänden, wohl 1735 erbaut; 1989/90 in ursprünglicher Form wiederhergestellt | D-3-77-148-14 | BW   |